# Gérard Desargues

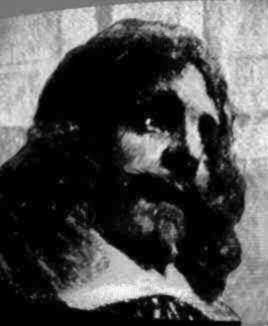
Gérard Desargues

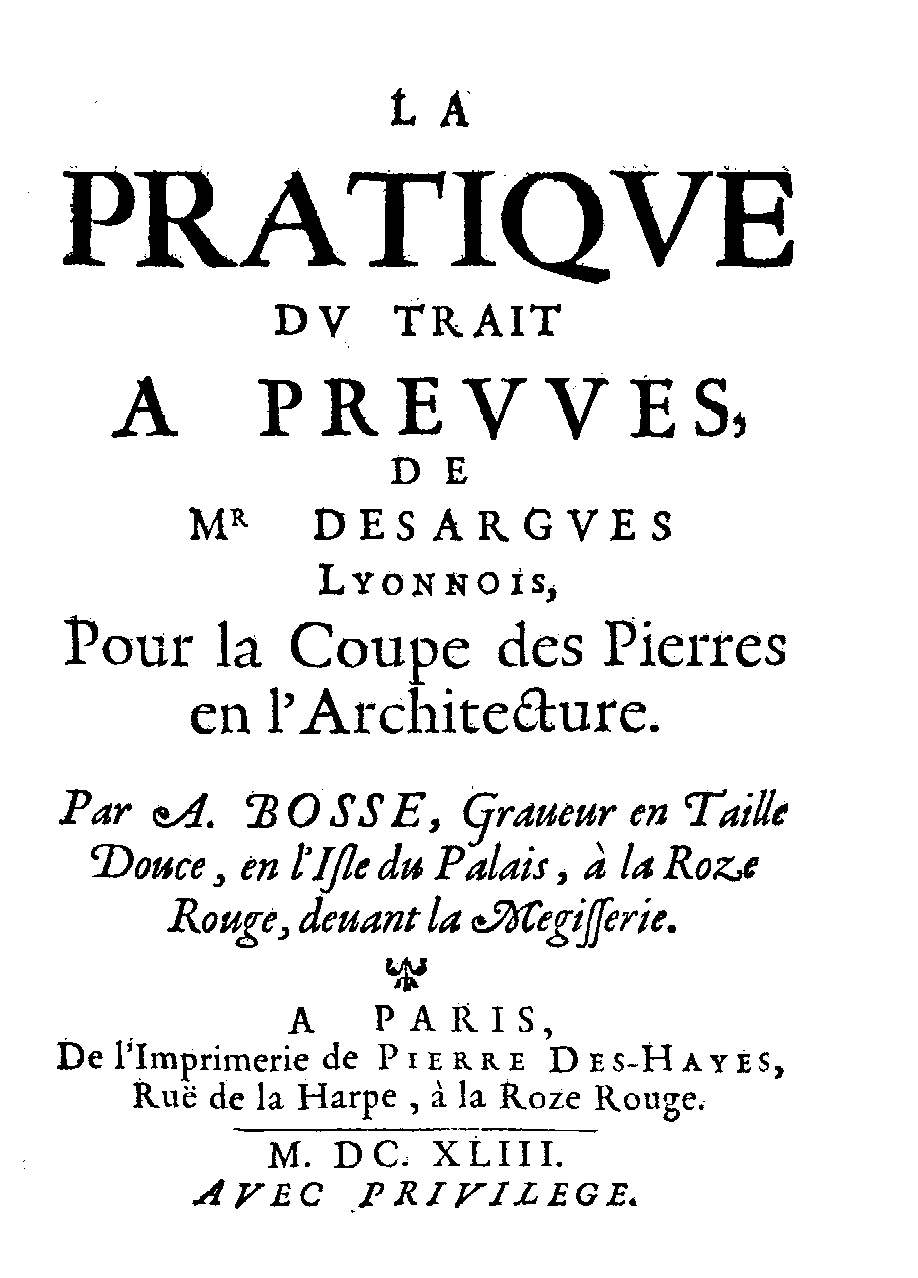
Pratique du trait a preuves (1643)

Gérard Desargues (ur. 21 lutego lub 2 marca 1591 w Lyonie, zm. w październiku 1661 tamże) – francuski matematyk i architekt, pionier geometrii rzutowej.
Jego imieniem nazwano jedno z pierwszych twierdzeń geometrii rzutowej – twierdzenie Desargues’a. Autor Broullion project d'une atteinte aux événemens des recontres du cone avec un plan.